# Trojček (telekomunikacije)
Trojček (Triple play) je marketinško ime za trojico storitev: internet, televizija in telefonijo. Vse tri storitve delujejo preko internetnega protokola in so značilne za širokopasovni dostop do interneta.
Storitev trojček spada med osnovne storitve telekomunikacij.  